# Keskese
Keskese (en ge'ez: ግእዝ ከስከሰ, sebeo: ሰበአ 𐩫𐩪𐩫𐩪) es un sitio arqueológico en la región Sur de Eritrea. Es sede de una antigua ruina del reino Damot y está situada 8 kilómetros (5 mi) al norte de Matara.

## Ubicación
Keskese está situado al norte de Matara, en un valle de las tierras altas cerca del borde de la escarpa oriental, a una altura media de 2000 metros sobre el nivel del mar y a unos 2 kilómetros al norte de Amba Tarika. La zona de Keskese está situada cerca del punto de partida del valle de Komaile, que desciende desde las tierras altas centrales hasta el golfo de Zula, en la costa del mar Rojo.

## Historia
Data del año 500 a. C. aproximadamente y es famoso por sus antiguas estelas. Algunos de los edificios del lugar están inscritos en idioma ge'ez y tienen hasta 14 metros de altura. El sitio posteriormente estuvo dominado por el reino de Axum.
El yacimiento ha sido descrito como un centro ritual del primer milenio a. C. debido a que en su superficie se encuentran al menos seis pilares u obeliscos monolíticos documentados, parcialmente enterrados. Los pilares tienen entre 7 y 9 m de longitud y, en general, su forma es similar a la de los documentados en otras partes del norte del Cuerno de África. Una inscripción grabada en un bloque de granito hallado en Keskese incluye el nombre epigráfico del sur de Arabia que se cree que representa a un rey del primer milenio a. C.
La posición de Keskese entre los importantes centros urbanos de Matara y Qohaito y al final del valle de Komaile que une directamente las tierras altas con Adulis en el litoral del Mar Rojo debe haber jugado un gran papel en el desarrollo del sitio durante el primer milenio a. C. (900-100 a. C.) y el primer milenio d. C. (100-900 d. C.) del norte del Cuerno. Los restos de una arquitectura monumental sustancial, múltiples montículos, inscripciones y abundantes restos del primer milenio a. C., y las herramientas de piedra y cerámica encontrados indican que el asentamiento y las actividades religiosas se produjeron a lo largo de muchos años.

## Excavaciones
El arqueólogo Daniel Habtemichael excavó Keskese a principios de la década de 2000. Un estudio sistemático realizado en la zona en 2001 dio como resultado la documentación de diez sitios arqueológicos, incluidas dos áreas de sitios con seis obeliscos y sitios con extensas características arquitectónicas de muros y terrazas, así como escombros arquitectónicos sustanciales. También se documentaron herramientas de piedra y cerámica que se asemejan a las documentadas en la región de Gran Asmara.